# Brotogeris tirica
Brotogeris tirica е вид птица от семейство Папагалови (Psittacidae).

## Разпространение
Видът е разпространен в Бразилия.